# فرودگاه بین‌المللی لوگان
فرودگاه بین‌المللی لوگان (به انگلیسی: Logan International Airport) یک فرودگاه همگانی بهره‌برداری هوایی با کد یاتا BOS است که یک باند فرود آسفالت دارد و طول باند آن ۲۳۹۶ متر است. این فرودگاه در شهر بوستون کشور ایالات متحده آمریکا قرار دارد و در ارتفاع ۶ متری از سطح دریا واقع شده‌است.

## شرکت‌های هواپیمایی و مقصدهای پروازی
Note: All international arrivals (except pre-cleared flights from Ireland, Canada, and the Caribbean) are handled at Terminal E.

### مسافری
| شرکت‌های هواپیمایی                           | مقصدهای پروازی |
| ------------------------------------------- | --- |
| ایر لینگاس                                  | دوبلین |
| ایر لینگاس اجرا توسط ای‌اس‌ال ایرلاینز ایرلند | شنن |
| آئرومکزیکو                                  | مکزیکو سیتی |
| ایر کانادا                                  | پیرسون تورنتو فصلی: ونکوور |
| Air Canada Express                          | هلفکس استانفیلد، مونترآل-پییر الیوت ترودو، مک‌دونالد-کارتیر اتاوا، پیرسون تورنتو |
| ایر اروپا                                   | Seasonal: مادرید-باراخاس |
| ایر فرانس                                   | شارل دوگل پاریس |
| آلاسکا ایرلاینز                             | پورتلند، سن دیه‌گو، سیاتل-تاکوما |
| آلیتالیا                                    | لئوناردو دا وینچی-فیومیچینو |
| امریکن ایرلاینز                             | شارلوت داگلاس، اوهر شیکاگو، دالاس-فورت ورث، لس‌آنجلس، میامی، جان اف کندی، فیلادلفیا، فینکس اسکای هاربر، ملی رونالد ریگان واشینگتن فصلی: کانکون، کینتانا رو، سنگستر، شارل دوگل پاریس، پراویدنشیالز، پونتا کانا |
| امریکن ایگل                                 | هریسبرگ، فیلادلفیا، پیتسبورگ، گریتر راچستر، سیراکیوز هنکاک فصلی: شارلوت داگلاس |
| American Airlines Shuttle                   | لاگواردیا، ملی رونالد ریگان واشینگتن |
| Apple Vacations اجرا توسط ایسلندایر         | چارتر فصلی: کانکون، کینتانا رو، پونتا کانا |
| اویانکا                                     | ال دورادو |
| Azores Airlines                             | لیسبون پورتلا، ژان پائولو دوم، لایس فیلد |
| بریتیش ایرویز                               | هیترو لندن |
| کیپ ایر                                     | آلبانی، ایالنی آگوستا، هنکاک کونتی-بار هاربر، شهری بارنستبل، شهری لبنان، مارتاز وینیرد، نانتاکت مموریال، شهری پراوینستاون، محلی شهرستان ناکس، منطقه‌ای روتلند ساوترن ورمانت، منطقه‌ای ادراندک |
| کاتای پاسیفیک                               | هنگ کنگ |
| کوپا ایرلاینز                               | توکومن |
| دلتا ایرلاینز                               | اسخیپول آمستردام، هارتسفیلد-جکسون آتلانتا، آستین (آغاز از ۱۰ سپتامبر ۲۰۱۷), ال. اف. وید، سینسیناتی/کنتاکی شمالی، متروپولیتن شهرستان وین دیترویت، ساوثوست فلوریدا، هیترو لندن، لس‌آنجلس، میامی (آغاز از ۲۳ دسامبر ۲۰۱۷), مینیاپولیس−سنت پل، جان اف کندی, اورلاندو، شارل دوگل پاریس، سالت‌لیک‌سیتی، سانفرانسیسکو، سیاتل-تاکوما، تمپا Seasonal: کانکون، کینتانا رو، دوبلین، فورت لادردیل–هالیوود, سنگستر, پراویدنشیالز, پونتا کانا, رالی-دورهام (آغاز از ۲ مارس ۲۰۱۸), سیرل گری کینگ، پام بیچ |
| دلتا کانکشن                                 | بوفالو نیاگارا, چارلستون (برقراری مجدد از ۳ مارس ۲۰۱۸), سینسیناتی/کنتاکی شمالی، پورت کلمبوس، ایندیاناپلیس، جکسنویل (برقراری مجدد از ۱۰ سپتامبر ۲۰۱۷), کانزاس‌سیتی (برقراری مجدد از ۱۰ سپتامبر ۲۰۱۷), ژنرال میچل، نشویل، جان اف کندی، نورفک (برقراری مجدد از ۱۱ سپتامبر ۲۰۱۷), پیتسبورگ (برقراری مجدد از ۱ اکتبر ۲۰۱۷)، رالی-دورهام، ریچموند، سوننه/هیلتن حعیا (برقراری مجدد از ۳ مارس ۲۰۱۸) Seasonal: متروپولیتن شهرستان وین دیترویت، ساوثوست فلوریدا, میرتل بیچ، لیندن پیندلینگ، لوئیز آرمسترانگ نیو اورلنان (برقراری مجدد از ۱۰ فوریه ۲۰۱۸), پام بیچ |
| Delta Shuttle                               | لاگواردیا |
| ال عال                                      | بن گوریون |
| هواپیمایی امارات                            | دوبی |
| هاینان ایرلاینز                             | پکن، شانگهای پودنگ |
| ایبریا ایرلاین                              | فصلی: مادرید-باراخاس |
| ایسلندایر                                   | کفلاویک |
| خطوط هوایی ژاپن                             | ناریتا |
| جت‌بلو                                       | کویین بیاتریکس، هارتسفیلد-جکسون آتلانتا، آستین، ثرگود مارشال بالتیمور واشینگتن، گرانتلی ادمز، ال. اف. وید، بوفالو نیاگارا، کانکون، کینتانا رو، چارلستون، شارلوت داگلاس، اوهر شیکاگو، کلیولند هاپکینز، دالاس-فورت ورث، دنور، متروپولیتن شهرستان وین دیترویت، فورت لادردیل–هالیوود، ساوثوست فلوریدا، ویلیام پی. هابی، جکسنویل، مک‌کاران، لانگ بیچ، لس‌آنجلس، سنگستر، نشویل، لیندن پیندلینگ، لوئیز آرمسترانگ نیو اورلنان، جان اف کندی، لاگواردیا، لیبرتی نیوآرک، اورلاندو، فیلادلفیا، فینکس اسکای هاربر، پیتسبورگ، پونتا کانا، رالی-دورهام، ریچموند، سالت‌لیک‌سیتی، سن دیه‌گو، سانفرانسیسکو، سان خوزه، لوئیز مونز مارین، سیباو، لا امریکاس، سوننه/هیلتن حعیا، سیاتل-تاکوما، پرینسس جولیانا، سیرل گری کینگ، تمپا، دالس واشینگتن، ملی رونالد ریگان واشینگتن، پام بیچ فصلی: اوون رابرتس، دنیل اودوبر کیروش، مارتاز وینیرد، نانتاکت مموریال، اوکلند، توسن لوورتور، پورتلند، پراویدنشیالز، گریگوریو لوپرون، سکرامنتو، ساراستابردنتن، هوانورا |
| لوفت‌هانزا                                   | فرانکفورت، مونیخ |
| نروجین ایر شاتل اجرا توسط نروجین لانگ هاول  | گاتویک، شارل دوگل پاریس (آغاز از ۲ مه ۲۰۱۸) فصلی: کپنهاگ، گاردرموئن اسلو |
| پن‌ایر                                       | پلتسبورگ، Presque Isle فصلی: هنکاک کونتی-بار هاربر |
| پورتر ایرلاینز                              | شهری بیلی بیشاپ تورنتو |
| پریمرا ایر                                  | بیرمنگام (آغاز از ۲۲ ژوئن ۲۰۱۸), استانستد لندن (آغاز از ۱۸ مه ۲۰۱۸), شارل دوگل پاریس (آغاز از ۲۱ ژوئن ۲۰۱۸) |
| هواپیمایی قطر                               | حمد |
| هواپیمایی اسکاندیناوی                       | کپنهاگ (آغاز از ۲۰ اوت ۲۰۱۷) |
| هواپیمایی اسکاندیناوی اجرا توسط PrivatAir   | کپنهاگ (پایان در ۱۹ اوت ۲۰۱۷) |
| ساوت‌وست ایرلاینز                            | هارتسفیلد-جکسون آتلانتا، آستین، ثرگود مارشال بالتیمور واشینگتن، میدوی شیکاگو، پورت کلمبوس، دالاس لاو، دنور، ویلیام پی. هابی، ایندیاناپلیس، کانزاس‌سیتی، ژنرال میچل، نشویل، لامبرت-ست لوی فصلی: اورلاندو |
| Spirit Airlines                             | هارتسفیلد-جکسون آتلانتا، ثرگود مارشال بالتیمور واشینگتن، فورت لادردیل–هالیوود، مک‌کاران، میرتل بیچ، اورلاندو فصلی: اتلنتیک سیتی، اوهر شیکاگو، کلیولند هاپکینز، دالاس-فورت ورث، متروپولیتن شهرستان وین دیترویت، ساوثوست فلوریدا، مینیاپولیس−سنت پل، تمپا، پام بیچ |
| Sun Country Airlines                        | مینیاپولیس−سنت پل |
| سوئیس اینترنشنال ایرلاینز                   | زوریخ |
| تاپ پرتغال                                  | لیسبون پورتلا |
| Thomas Cook Airlines                        | فصلی: منچستر |
| تریدویند اوییشن                             | شهرستان وستچستر |
| ترکیش ایرلاینز                              | آتاترک |
| یونایتد ایرلاینز                            | اوهر شیکاگو، دنور، جرج بوش، لس‌آنجلس، لیبرتی نیوآرک، سانفرانسیسکو، دالس واشینگتن |
| یونایتد اکسپرس                              | اوهر شیکاگو، کلیولند هاپکینز، لیبرتی نیوآرک، دالس واشینگتن |
| ویرجین آتلانتیک                             | هیترو لندن فصلی: منچستر |
| WestJet Encore                              | هلفکس استانفیلد، مونترآل-پییر الیوت ترودو (آغاز از ۱۵ اکتبر ۲۰۱۷), پیرسون تورنتو |
| واو ایر                                     | کفلاویک |

### باری
Logan Airport is a medium-sized airport in terms of cargo, handling 684,875 tons of freight in 2012, making it the 10th busiest airport in the U.S. in terms of cargo. It handles many U.S.-based cargo airlines, including ای‌بی‌ایکس ایر، دی‌اچ‌ال اوییشن، فدکس اکسپرس and یوپی‌اس ایرلاینز. It also has cargo offices for many international cargo carriers, including British Airways World Cargo، کاتای پاسیفیک، چاینا ایرلاینز، اوا ایر، LATAM Cargo Chile and هواپیمایی سعودی. It has two cargo complexes: The North Cargo Terminal, located near Terminal E, and South Cargo, located near Terminal A. Given the airport is the 10th busiest cargo facility in the country, with many companies operating at the airport, it has been recognized that future expansion of cargo from Logan is limited due to constrained physical space for expansion.